# Alois Kirnig

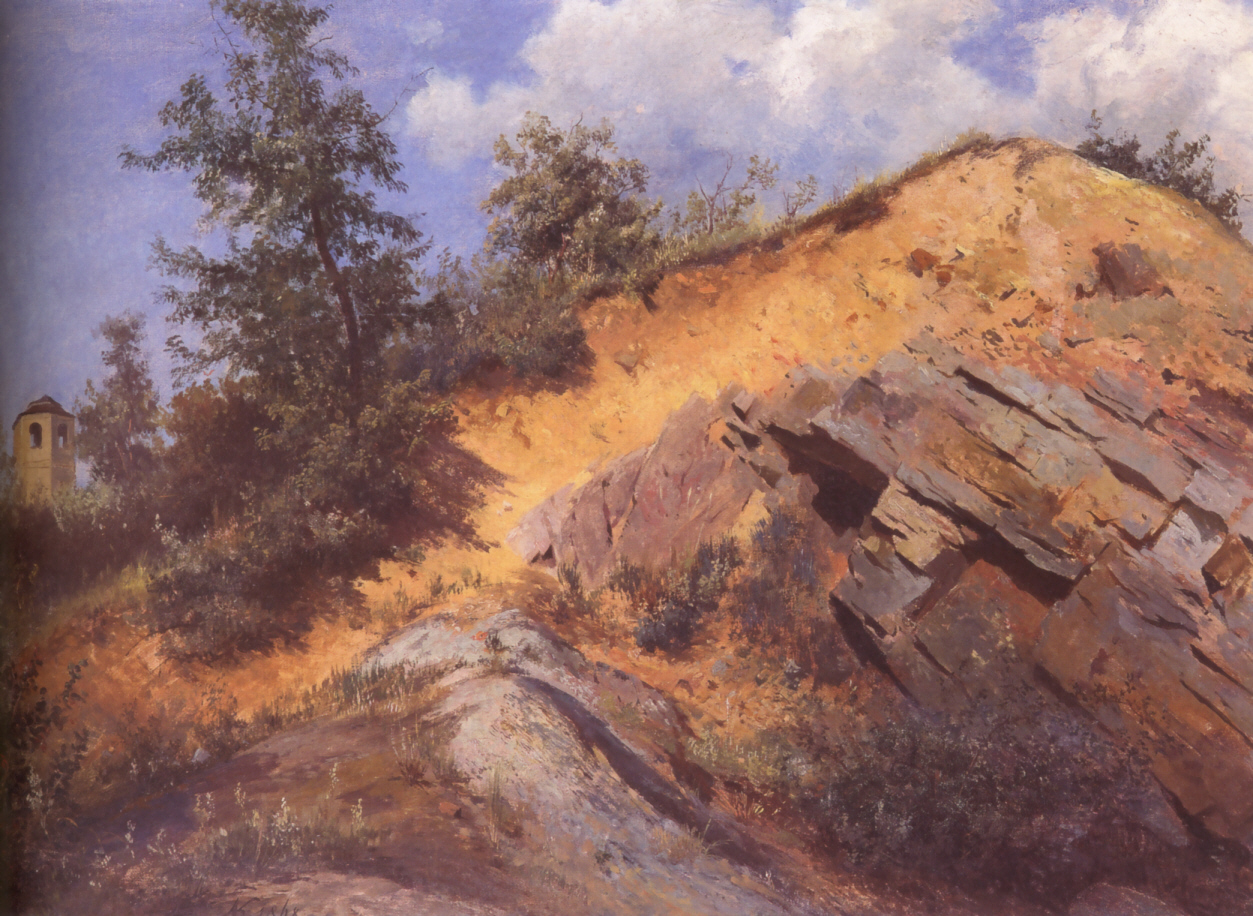
Granitsteinbruch, 1868, Sammlung Kooperativa

Alois Kirnig  (* 10. Juni 1840 in Prag, Kaisertum Österreich; † 25. Januar 1911 ebenda) war ein deutsch-böhmischer Landschaftsmaler.

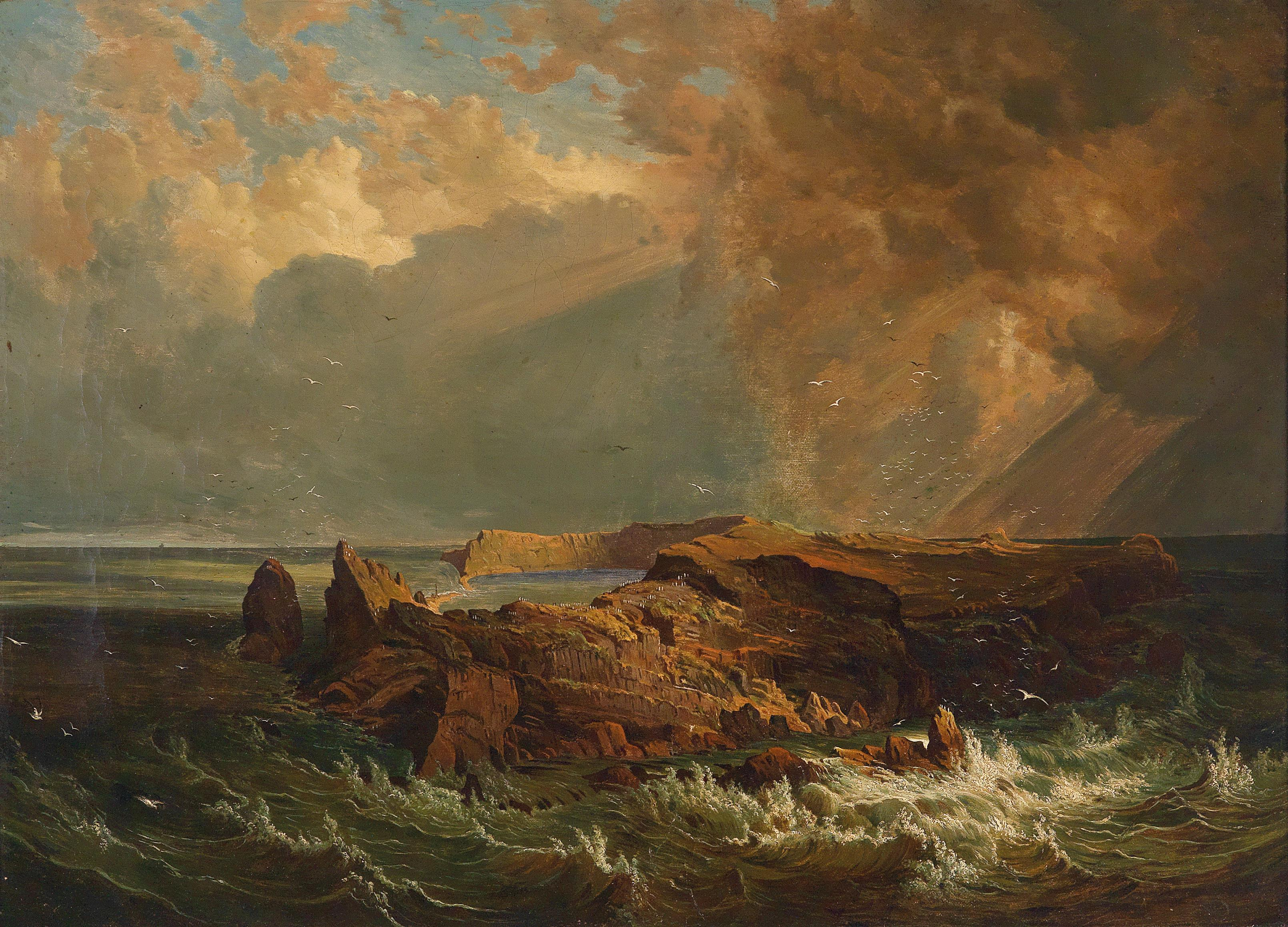
Alois Kirnig: Meeresbrandung an einer felsigen Küstenlandschaft

## Leben
Alois Kirnig war ab 1854 Schüler des Landschaftsmalers Ferdinand Lepié. Anschließend studierte er an der Akademie der bildenden Künste Prag bei Max Hausmann und an der Akademie der Bildenden Künste München bei Eduard Schleich. Studienreisen führten ihn durch Böhmen, Deutschland und Italien. 1866 gründete Kirnig eine eigene Schule für Landschaftsmalerei in Prag, die u. a. von Cuno von Bodenhausen und Robert Guttmann besucht wurde. Er beteiligte sich an Ausstellungen in Prag, Dresden, München und Wien.

## Bedeutung
Alois Kirnig war Stimmungsrealist, der vornehmlich Landschaften in der Nachfolge Max Hausmanns schuf. Er schuf zahlreiche Landschaftsbilder aus den böhmischen Ländern, Alpenbilder und Ansichten von Italien, daneben auch Stillleben.

## Werke
- Granitsteinbruch (Sammlung Kooperativa, Wiener Städtische Versicherung), 1868, Öl auf Karton, 34 × 50 cm